# Кунгелв
Кунгелв (на шведски: Kungälv) е град в югозападната част на Швеция, лен Вестра Йоталанд. Главен административен център на едноименната община Кунгелв. Разположен е около река Йота елв. Намира се на около 400 km на югозапад от столицата Стокхолм и на 18 km на север от центъра на лена Гьотеборг. Основан е през 1612 г. Има жп гара, която се намира в квартал Ютербю. Населението на града е 22 768 жители според данни от преброяването през 2010 г.